# Георг-Ханс Райнхарт
Георг-Ханс Райнхарт (на немски: Georg-Hans Reinhardt) е немски офицер, служил по време на Първата и Втората световна война.

## Биография

### Ранен живот и Първа световна война (1914 – 1918)
Георг-Ханс Райнхарт е роден на 1 март 1887 г. в Бауцен, Германска империя. Присъединява се към армията през 1907 г. като офицерски кадет от пехотата. През следващата година е произведен в лейтенант. Участва в Първата световна война, а след нея се присъединява към Райхсвера.

### Междувоенен период
На 1 февруари 1934 е издигнат в чин оберст, а на 1 април 1937 г. в генерал-майор. На 10 ноември 1938 г. става първият командир на 4-та танкова дивизия и заема поста до 4 февруари 1939 г.

### Втора световна война (1939 – 1945)
На 1 октомври 1939 г. е издигнат в чин генерал-лейтенант. На 15 февруари 1940 г. поема командването на 41-ви танков корпус, а на 1 юни същата година е издигнат в чин генерал от танковите войски. На 5 октомври 1941 г. поема ръководството на 3-та танкова група, по-късно преименувана на 3-та танкова армия. На 1 януари 1942 г. е издигнат в чин генералоберст. На 16 август 1944 г. е назначен за командир на група армии „Център“. Снет е от поста от Адолф Хитлер на 25 януари 1945 г. след като настоява да се изтегли от Източна Прусия. Няколко часа преди решението на фюрера е тежко ранен в главата.

### Пленяване и смърт
В края на войната е пленен от американските войски и по време на съдебен процес е осъден на 15 години затвор. Освободен е през юни 1952 г. Умира на 23 ноември 1963 г. в Тагернзе, Германия.

## Военна декорация
| - Германски орден Железен кръст (1914) – II (14 септември 1914) и I степен (8 август 1915) - Рицарски кръст на орден „Хоенцолерн“ (?) – с мечове - Германски орден на „Свети Хайнрих“ - Германски орден „Кръст на честта“ (?) - Медал Судетия - Сребърни пластинки към ордена Железен кръст (1939) – II (21 септември 1939) и I степен (2 октомври 1939) - Германска Значка за раняване (1939) – черна (?) | - Германски медал „За зимна кампания на изтока 1941/42 г.“ (?) - Рицарски кръст с дъбови листа и мечове - Носите на Рицарски кръст (27 октомври 1939) - Носите на Дъбови листа № 73 (17 февруари 1942) - Носите на Мечове № 68 (26 май 1944) - Упоменат 3-пъти в ежедневния доклад на „Вермахтберихт“ (18 и 19 октомври 1941; 21 януари 1944) - Германски Федерален кръст за заслуги (24 ноември 1962) |